# DHTKD1
DHTKD1‏ (Dehydrogenase E1 and transketolase domain containing 1) هوَ بروتين يُشَفر بواسطة جين DHTKD1 في الإنسان.